# Исчезновение (фильм, 2019)
«Исчезновение» (англ. The Vanishing) — шотландский психологический триллер Кристоффера Нюхольма. В главной роли Джерард Батлер.
Премьера фильма в Великобритании состоялась в марте 2019 года, в России — 21 февраля.

## Сюжет
Фильм рассказывает о смотрителях маяка, которые обнаруживают на острове ящик золота и решают поделить его между собой, не догадываясь, что у этого сокровища наверняка есть хозяин…

## В ролях
| Актёр                   | Роль       |
| ----------------------- | ---------- |
| Джерард Батлер          | Джеймс     |
| Питер Муллан            | Томас      |
| Оулавюр Дарри Оулафссон | Бур        |
| Гари Льюис              | Кенни      |
| Сёрен Маллинг           | Лок        |
| Коннор Суинделлс        | Дональд    |
| Эмма Кинг               | Мэри       |
| Родерик Гилкинсон       | Гэлли Хэнд |
| Кен Друри               | Дункан     |
| Джон Тейлор             | рыболов    |